# Дилево (Рипінський повіт)
Дилево (пол. Dylewo, нім. Dielen) — село в Польщі, у гміні Рипін Рипінського повіту Куявсько-Поморського воєводства.
Населення — 195 осіб (2011).
У 1975-1998 роках село належало до Влоцлавського воєводства.

## Демографія
Демографічна структура станом на 31 березня 2011 року:
|          | Загалом | Допрацездатний вік | Працездатний вік | Постпрацездатний вік |
| -------- | ------- | ------------------ | ---------------- | -------------------- |
| Чоловіки | 104     | 28                 | 69               | 7                    |
| Жінки    | 91      | 14                 | 56               | 21                   |
| Разом    | 195     | 42                 | 125              | 28                   |